# فيرنر شوت
فيرنر شوت (بالألمانية: Werner Schott)‏ (و. 1891 – 1965 م) هو ممثل مسرحي، وممثل أفلام ألماني، ولد في برلين، توفي في برلين، عن عمر يناهز 74 عاماً.

## وصلات خارجية
- فيرنر شوت على موقع IMDb (الإنجليزية)
- فيرنر شوت على موقع قاعدة بيانات الأفلام السويدية (السويدية)
- فيرنر شوت على موقع قاعدة بيانات الفيلم (الإنجليزية)
- فيرنر شوت على موقع كينوبويسك (الروسية)

- فيرنر شوت في قاعدة بيانات الأفلام على الإنترنت